# Relaciones España-Jamaica
Las relaciones Jamaica-España hacen referencia a las relaciones bilaterales entre Jamaica y España.
Ambos países destacan un grado de cooperación y amistad en las relaciones culturales y comerciales, expresando su compromiso de favorecer el reforzamiento de los lazos entre la Comunidad del Caribe (CARICOM) y la Secretaría General Iberoamericana (SEGIB).

## Misiones diplomáticas residentes
- España tiene una embajada en Kingston.[7]
- Jamaica no tiene embajada en España, pero su embajada en Bruselas está también acreditada para este país.[8]